# Scombrolabrax heterolepis
Scombrolabrax heterolepis é uma espécie de peixes de águas marinhas profundas, geralmente integrado na família monotípica Scombrolabracidae de que é o único género e espécie. Por vezes aparece integrado na subordem Scombrolabracoidei, também monotípica. A espécie é um peixe da ordem Perciformes, distribuído por águas profundas subtropicais dos oceanos Atlântico, Índico e Pacífico.

## Descrição
Apresenta cabeça alargada, com o pré-maxilar protrusível, com o bordo do opérculo e pré-opérculo serrilhado.
Corpo de coloração acastanhada escura, que alcança até 30 cm de comprimento máximo.
O nome científico deriva do latim: scomber; "cavala" + labrus; "labio".